# Paruline rubanée
Myiothlypis bivittata
Espèce
Statut de conservation UICN

 LC  : Préoccupation mineure
La Paruline rubanée (Myiothlypis bivittata, anciennement Basileuterus bivittatus) est une espèce de passereaux appartenant à la famille des Parulidae.

## Systématique
La sous-espèce M. b. roraimae (Sharpe, 1885) est séparée par le Congrès ornithologique international (classification version 4.4, 2014) et élevée au rang d'espèce, Myiothlypis roraimae. Toutes les autorités taxinomiques ne sont pas d'accord sur ce statut.

### Sous-espèces
D'après la classification de référence (version 5.2, 2015) du Congrès ornithologique international, cette espèce est constituée des deux sous-espèces suivantes (ordre phylogénique) :
- M. b. bivittatus (d'Orbigny & Lafresnaye, 1837) – versants est des Andes au Pérou et en Bolivie ;
- M. b. argentinae (J. T. Zimmer, 1949) – versants est des Andes en Bolivie et en Argentine.

L'ancienne sous-espèce M. b. roraimae est présente au Venezuela, dans l'ouest du Guyana et au nord du Brésil.

## Distribution
Cet oiseau vit à travers les yungas du Pérou et de Bolivie.

## Habitat
Cette paruline habite les forêts montagneuses humides et les forêts de nuage pourvues d'un sous-bois dense et inaltéré entre 700 m et 1 800 m d'altitude. On l'observe aussi dans les fourrés de bambous, en particulier au Pérou.